# Moscow Interbank Currency Exchange
La Moscow Interbank Currency Exchange (Ruso: Московская межбанковская валютная биржа) o MICEX es una de las mayores bolsas de valores universales en la Federación Rusa y Europa Oriental. Micex abrió en 1992 y es la principal bolsa de valores de Rusia, consistiendo en acciones y bonos de alrededor 600 empresas de Rusia.

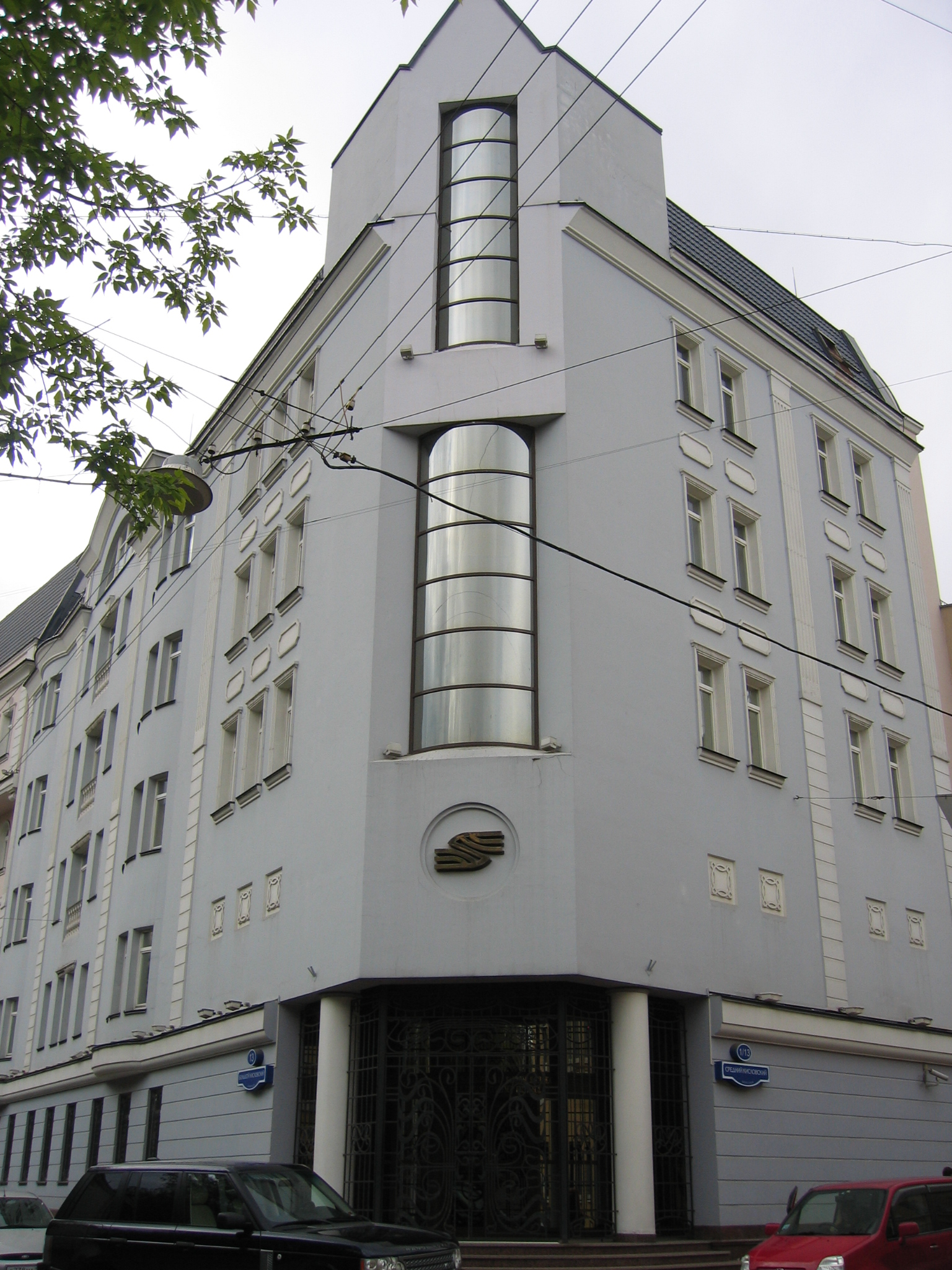

Micex consta de cerca de 550 organizaciones participantes y miembros. En el 2006, el volumen de transacciones en el Micex llegó a 20,38 billones de rublos (754,9 millones de dólares), lo que representa más del 90% del volumen de negocios total de las bolsas de valores en el mercado de valores de Rusia.